# Gerbrand Bredero

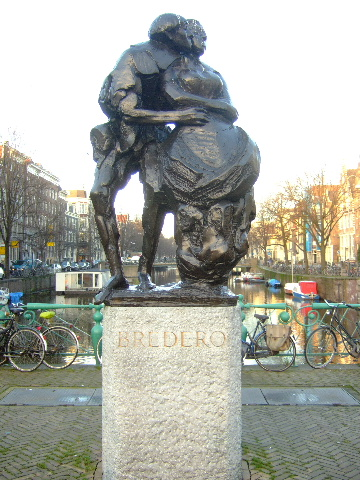
Bredero-Denkmal in Amsterdam

Gerbrand Adriaenszoon Bredero (* 16. März 1585 in Amsterdam; † 23. August 1618 ebenda) war ein niederländischer Schriftsteller.

## Leben
Gerbrand Adriaenszoon Bredero war der Sohn des Schusters Adriaen Cornelisz Bredero und dessen Ehefrau Maryghen Gerbrandsd.
Bredero war u. a. mit Pieter C. Hooft, Hugo de Groot und Joost van den Vondel befreundet und gehörte mit zu den bedeutendsten Kluchten- und Komödiendichtern der niederländischen Literatur des Goldenen Zeitalters.
Bredero blieb fast sein ganzes Leben lang in seiner Heimatstadt Amsterdam. 1617 entstand sein bekanntestes Werk De Spaansche Brabander. In dieser Komödie thematisierte er sehr lebensnah das Leben in Amsterdam und für die verschiedenen Charaktere des Stücks verwendete er auch verschiedene Dialekte. 
Bredero wurde auch Mitglied in der Sprachgesellschaft In Liefd' Bloeyende. Diese Vereinigung (Rederijkerskamer) gehörte mit zu den Vorbildern, nach welchen einige Jahre später in Deutschland u. a. die Fruchtbringende Gesellschaft gegründet wurde.
Im Alter von 33 Jahren starb Gebrand Adriaenszoon Bredero am 23. August 1618 in Amsterdam.

## Ehrungen
Nach Gerbrand Adriaenszoon Bredero ist die Brederostraat in Groningen benannt.

## Werke
- De Spaansche Brabander (1617)
- De klucht van de koe
- De klucht van de molenaar
- Rodd´rick ende Alfons
- Lucelle
- Griane
- Groot Lied-Boeck